# 西藏自治区人民医院
西藏自治区人民医院是中国西藏自治区最大的三级甲等医院，位于拉萨市林廓北路18号。

## 沿革
该医院的前身是成立于1951年12月26日的“中国人民解放军拉萨门诊部”。该医院始建于1952年9月8日，原名“拉萨人民医院”，1962年更名为“西藏自治区人民医院”。1965年9月1日西藏自治区成立之时正式改名为西藏自治区人民医院。以西医各科为主，另设中医内科、针灸科，系综合性医疗机构，是西藏自治区的医疗、科研、教学的中心。